# Zale largera
Zale largera är en fjärilsart som beskrevs av Smith 1909. Zale largera ingår i släktet Zale och familjen nattflyn. Inga underarter finns listade i Catalogue of Life.